# Sommaire
Sommaire is een historisch Frans merk dat rond 1900 motorfietsen maakte. In elk geval bestond het merk nog in 1908.